# Silvia Eisenstein
Silvia Eisenstein, née le 5 janvier 1917 et morte le 13 août 1986, est une pianiste, compositrice, directrice d'orchestre et de chœur, et pédagogue vénézuélienne de naissance argentine.

## Biographie
Silvia Eisenstein nait le 5 janvier 1917 à Buenos Aires. Elle prend dès son jeune âge des cours de musique avec Ernesto Drangosch et Esperanza Lothringer. Dès ses six ans ses professeurs la font jouer et public et elle donne son premier concert à neuf ans. Elle étudie le piano avec Jerzy Lalewicz pendant 8 ans et elle étudie le piano, la composition et la direction d'orchestre au Conservatoire national de musique (es). Elle part ensuite en France grâce à une bourse pour continuer ses études au conservatoire national de Paris.
À son retour en Argentine elle étudie la musique de son pays avec son époux Carlos Vega, recueillant un matériel abondant et enregistrant divers disques avec la maison Odeón. Elle reçoit le Prix National de Composition.
Elle crée ensuite l'Orquesta Argentina de Cuerdas, l'Orquesta Argentina de Cámara, Conjunto Vocal Argentino y Coro et l'Asociación de Compositores Argentinos.
En 1963 elle réalise une tournée au Venezuela à la suite de laquelle elle décide de s'installer dans ce pays dont elle obtient la nationalité en 1977. Au Venezuela elle participe à la Reforma Musical menée par Gonzalo Castillans Yumar en enseignant la formation chorale et le piano à  l'école de musique Lino Gallardo. Elle crée le chœur de chambre de l'Université centrale du Venezuela (UCV). Elle étudie la musique autochtone du Venezuela avec l'Instituto Interamericano de Etnomusicología y Folklore (INIDEF)  — actuellement la Fundación de Etnomusicología y Folklore (FUNDEF) fondée par Isabel Aretz — avec le support de l'Organisation des États américains.
Elle a aussi été aussi professeur d'ethnomusicologie à l'UCV. Elle a également été directrice des Madrigalistas de Aragua (1973-1986).
Elle a eu pour élève entre autres le compositeur vénézuélien Federico Ruiz.
Elle meurt le 13 août 1986 à Caracas, au Venezuela.

### Postérité
Un concours international de musique a été nommé en son honneur.
Une partie de son héritage musical manuscrit est conservée à l'Instituto de Investigación en Etnomusicología del Gobierno à Buenos Aires.

## Œuvres
- Musique incidentale pour La Salamanque. Misterio colonial (œuvre théâtrale de Ricardo Rouges), avec Carlos Vega, 1943
- Armonización de danzas y canciones para orquesta, entre 1943 et 1952, avec Carlos Vega
- Musique pour le film Alma liberada, 1951, avec Carlos Vega
- Supay el diablo, ballet), Théâtre Colón de Buenos Aires, 18 novembre 1953
- Adoración, pour soprano soliste et quatre voix mixtes a capela.
- ¡Echen coplas Compañeros!, canon

## Discographie
- Canciones y Danzas Argentinas. Enregistré par Vega. Orquesta Argentina de Cuerdas. 5 disques, Odeón, 1943.
- Danzas populares argentinas.